# Loriquet jaune et vert
Saudareos flavoviridis
Espèce
Statut de conservation UICN

 LC  : Préoccupation mineure
Statut CITES
Le Loriquet jaune et vert (Trichoglossus flavoviridis) est une espèce de perroquet de la famille des Psittacidae.
Il habite les forêts tropicales humaines et forêts de nuage d'Indonésie (Sulawesi et îles Sula).